# Wolfmother
Wolfmother est un groupe de hard rock australien, originaire de Sydney. Leur style est un mélange de heavy metal et de rock psychédélique. Le magazine Rolling Stone cite Wolfmother dans l'un de ses « Top 10 des groupes à voir 2006 ».
En 2004, Wolfmother commence à apparaître à des festivals de plus en plus gros, comme Homebake ou encore Big Day Out. Ils ont fait paraître leur premier EP homonyme via Modular Recordings en septembre 2004. Cet EP est un succès avec des ventes totales dépassant les 10 000 exemplaires, ventes soutenues par une diffusion radio locale constante. En 2005, Wolfmother groupe continue sa route en direction de Los Angeles et travaille avec le producteur Dave Sardy (de Red Hot Chili Peppers, Marilyn Manson ou encore Oasis) afin d'enregistrer leur premier album du même nom déjà très attendu, qui sera diffusé en octobre. Le premier single à paraître sera Mind's Eye/Woman. D'ailleurs, la chanson Woman fait partie de l'album populaire Big Shiny Tunes 11.
En août 2008, le bassiste et claviériste Chris Ross et le batteur Myles Heskett ont quitté Wolfmother (ils s'occupent désormais de la rythmique du groupe The Slew, avec Kid Koala et Dynomite D). Le premier pour divergences musicales avec Andrew Stockdale (guitariste/chanteur) et le second préfère abandonner pour éviter de s'occuper d'un nouveau lineup. Andrew Stockdale fut à la recherche de musiciens pour continuer de faire vivre Wolfmother. Dernièrement le guitariste a trouvé Ian Peres à la basse et au clavier, Aidan Nemeth à la guitare et Dave Acosta/Atkins à la batterie. Wolfmother sort un deuxième album le 26 octobre 2009 nommé Cosmic Egg dont un extrait nommé Back Round apparaît dans la bande-son du jeu Guitar Hero 5.
Le groupe automobile Peugeot utilise leur chanson Joker and the Thief pour le spot publicitaire de la nouvelle 308 SW. Andrew Stockdale est présent sur Slash, l'album solo de Slash paru en avril 2010. Il chante le titre By The Sword qui est sorti en single en mars 2010. Dave Atkins (le batteur) décide de quitter le groupe pour passer plus de temps avec sa famille. Ils auraient déjà trouvé un remplaçant à la suite d'auditions, il s'agit de  Will Rockwell-Scott de Mooney Suzuki de Har Mar. En 2014, Wolfmother sort le 23 mars 2014 son 3e album studio auto-produit nommé New Crown. Andrew Stockdale y est entouré de Ian Peres (basse, claviers) et de Vin Steele (batterie).

## Biographie

### Débuts etWolfmother(2000–2008)

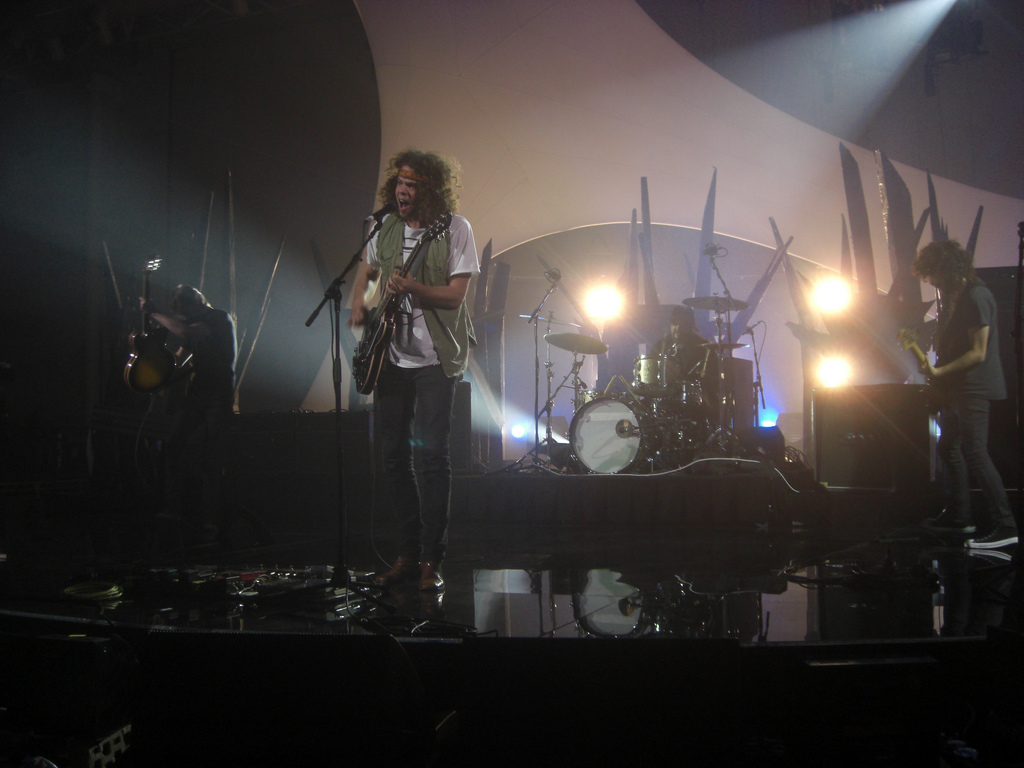
Wolfmother revient en 2009 après une brève pause avec Ian Peres, Aidan Nemeth et Dave Atkins.

La genèse de Wolfmother remonte en 2000 lorsque les membres fondateurs Andrew Stockdale, Chris Ross et Myles Heskett commencent à jammer ensemble avant de former officiellement le groupe en 2004,. Avant la formation du groupe, Stockdale était photographe, Ross travaillait sur des appareils numériques, et Heskett était graphiste. Ross trouvera le nom du groupe. Leur première performance scénique s'effectue le 14 avril 2004 au Vic in the Park, un pub situé à Sydney,. Le groupe est signé par le label indépendant australien Modular Recordings en août 2004, auquel ils publient leur premier EP, l'éponyme Wolfmother, le mois suivant. L'EP atteint la 35e place de l'ARIA Australian Singles Chart. Le groupe effectue une tournée en soutien à l'album pendant six mois, période durant laquelle le groupe signe en parallèle avec Universal Music Group,.
Après avoir produit une démo pour le label d'Universal US, Interscope Records, à Sydney[réf. nécessaire] en mai 2005, Wolfmother commence à enregistrer son premier album studio en Californie aux côtés du producteur Dave Sardy,. Le groupe répète pendant six mois aux Cherokee Studios, avant d'enregistrer l'album aux Sound City Studios de Los Angeles, aux Pass Studios de Burbank, et aux Sunset Sound Studios à Hollywood. Sardy fait une approche minimaliste, souhaitant capturer la nature « agressive, émotionnelle » des performances scéniques du groupe. L'album fait participer Lenny Castro (percussions), Dan Higgins (flute) et Sardy (percussions). Mind's Eye est publié comme premier single le 16 octobre 2005, et atteint la 29e place de l'Australian Singles Chart.
Wolfmother est publié en Australie par Modular le 31 octobre 2005. L'album atteint la troisième place de l'ARIA Australian Albums Chart et y reste pendant 78 semaines. À la fin de 2007, l'album est certifié quintuple disque de platine par l'Australian Recording Industry Association, avec plus de 350 000 d'exemplaires vendus. Wolfmother est aussi bien accueilli par la presse locale – la chaine de radio Triple J le récompense d'un J Award dans la catégorie d'« album australien de l'année » ; il est nommé pour l'ARIA Award de l'album de l'année en 2006, et remporte le Breakthrough Artist – Album et la catégorie de « meilleur album rock » ; huit chansons de l'album sont incluses dans la liste du Triple J Hottest 100 en 2004, 2005 et 2006,,. En soutien à l'album, le groupe tourne en Australie en octobre et novembre 2005. Ils jouent aussi au festival Big Day Out en janvier et février 2006.
Après son succès en Australie, Wolfmother est publié à l'international en 2006 – le 24 avril au Royaume-Uni, où il atteint la 25e place de l'UK Albums Chart et le 2 mai aux États-Unis, où il atteint la 22e place du Billboard 200. Plusieurs singles extraits de l'album sont publiés comme Woman qui atteint la 34e place en Australie, la 31e place au Royaume-Uni et la septième place au Billboard Mainstream Rock aux États-Unis. La chanson remportera un Grammy Award dans la catégorie de « meilleure performance hard rock » à la 49e cérémonie des Grammy Awards. Le dernier single de l'album, Joker and the Thief, atteint la 10e place en Australie. La tournée internationale promotionnelle s'effectue dans des festivals comme le Fuji Rock de Tokyo, au Japon, le Virgin Festival inaugural et le Reading and Leeds Festivals au Royaume-Uni. Le 14 novembre 2006, le groupe joue une reprise de Communication Breakdown du groupe de hard rock anglais Led Zeppelin.
Stockdale, Ross et Heskett commencent l'enregistrement d'une suite à Wolfmother en 2007. Le groupe révèle une première chanson de cette suite, intitulée Love Attacker ; le chanteur explique que la chanson parle des « personnes qui utilisent l'amour comme une arme pour manipuler et obtenir ce qu'ils veulent. » Cette chanson sortira ensuite sous le titre Pleased to Meet You et fera partie de la bande-son du film Spider-Man 3 en mars 2007. Stockdale la décrit comme « cinématique » et « épique », annonçant l'album pour début 2008. En septembre 2007, le groupe publie Please Experience Wolfmother Live, son premier album vidéo live. Il atteint la septième place en Australie et est certifié disque de platine par l'ARIA,.

### Changements etCosmic Egg(2008–2011)

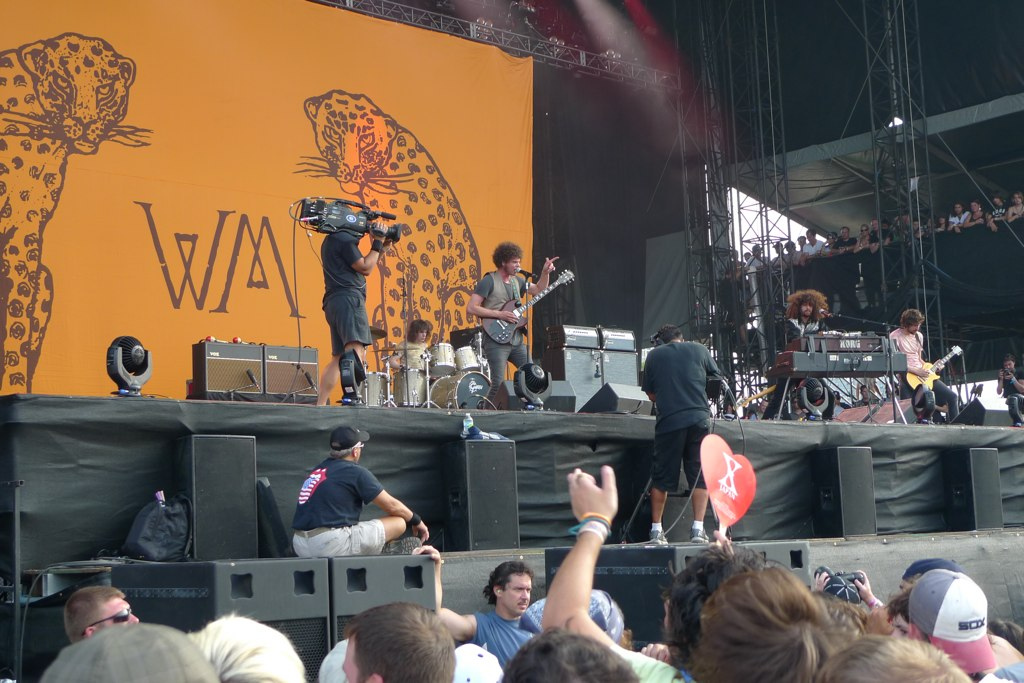
En 2010, Will Rockwell-Scott remplace Dave Atkins. Cette formation travaillera sur le troisième album de Wolfmother en 2011.

Après leur performance au Splendour in the Grass le 3 août 2008, Wolfmother semblerait « s'être éteint et peu communicatif les uns envers les autres », ce qui mène à des rumeurs de séparation imminente. En réponse aux rumeurs, le manager du groupe, John Watson, révèle qu'un communiqué sera bientôt diffusé. Quelques jours plus tard, la séparation du groupe est confirmée – dans une lettre d'Universal Music Australia, Ross a quitté le groupe peu après la fin de leur performance au Splendour in the Grass en raison de « divergences musicales et personnelles irréconciliables », à cause desquelles Heskett décidera de quitter le groupe plutôt que de jouer sans Ross. Ross et Heskett continueront ensemble à travailler sur des projets musicaux comme The Slew et Good Heavens,.
Juste une semaine après le départ de Ross et Heskett, Stockdale revient enregistrer le deuxième album annoncé de Wolfmother à Los Angeles, collaborant initialement et brièvement avec le batteur de The Raconteurs, Patrick Keeler. Après son retour en Australie, Stockdale recrute les nouveaux membres Ian Peres (basse, claviers), Aidan Nemeth (guitare rythmique) et Dave Atkins (batterie) pour Wolfmother Phase II,. Les nouveaux membres se joignent officiellement au groupe le 5 janvier 2009 avant que le groupe n'effectue son premier live sous le nom de White Feather en février,. Cette formation enregistre l'album en mars avec le producteur Alan Moulder.
La première chanson publiée par Wolfmother Phase II s'intitule Back Round, disponible en téléchargement gratuit sur le site web officiel du groupe le 30 mars 2009, après sa performance la semaine précédente aux MTV Australia Awards 2009,. Après l'enregistrement du reste de l'album, New Moon Rising est jouée sur Triple J en août et plus tard publié comme single du nouvel album, annoncé sous le titre Cosmic Egg,. L'album est publié en octobre, et atteint la troisième place en Australie. Cosmic Egg est joué au New Moon Rising World Tour, organisé en septembre 2009 en Australie, et plus tard en Amérique du Nord et en Europe,,,. Le groupe joue aussi avec AC/DC à la tournée Black Ice World Tour en Australie. L'année suivante, l'album est nommé aux Classic Rock Roll of Honour Awards dans la catégorie d'« album de l'année » mais perd son titre face à l'album époinyme du guitariste Slash,.
En mars 2010, Wolfmother contribue avec la chanson Fell Down a Hole à la bande-son de Almost Alice. En fin de mois, le départ du batteur Dave Atkins est annoncé. Un communiqué explique qu'il aurait « décidé de quitter le groupe pour se consacrer à plein temps à sa famille. » Le remplacement d'Atkins se fait par Will Rockwell-Scott, connu pour avoir collaboré avec Har Mar Superstar et The Mooney Suzuki. Le groupe continue de tourner avec Rockwell-Scott, mais doit annuler des dates européennes entre juin et juillet, à cause de Stockdale. En janvier et février l'année suivante, le groupe joue au Big Day Out en Australie et en Nouvelle-Zélande.

### Troisième album annoncé etKeep Moving(2011–2013)
Wolfmother commence à travailler sur son troisième album en mars 2011,. En mai et juin, ils jouent plusieurs concerts européens,. En juin, Stockdale révèle « 12 ou 13 chansons » terminées, ainsi qu'un nouvel album auto-produit. En octobre 2011, une reprise de la chanson Cheap Sunglasses des ZZ Top est incluse dans l'album-tribute ZZ Top: A Tribute from Friends. L'album atteint la 121e place du Billboard 200, avec 4 000 exemplaires vendus la première semaine.
Après quelques informations supplémentaires révélées concernant l'album, en mars 2012, l'arrivée du batteur Hamish Rosser, du groupe The Vines, est annoncée après le départ de Will Rockwell-Scott. À cette même période, le nouveau guitariste Vin Steele remplace Nemeth et le claviériste et percussionniste Elliott Hammond est aussi recruté. Le quintette commence à enregistrer un nouvel album, qui est repoussé pour une sortie en 2013. À la fin de 2012, Stockdale annonce que l'album Gatherings est presque terminé.
Cependant, en mars 2013, Stockdale annonce qu'il ne publiera pas l'album sous le nom de Wolfmother, mais qu'il le publiera comme album solo sous son propre nom. Décrivant l'album comme « un différent voyage », il révèle le magazine Billboard en avril que le titre de l'album a été changé en Keep Moving, et qu'il sera publié en juin. Long Way to Go est publié comme single.

### Retour,New CrownetVictorious(depuis 2013)

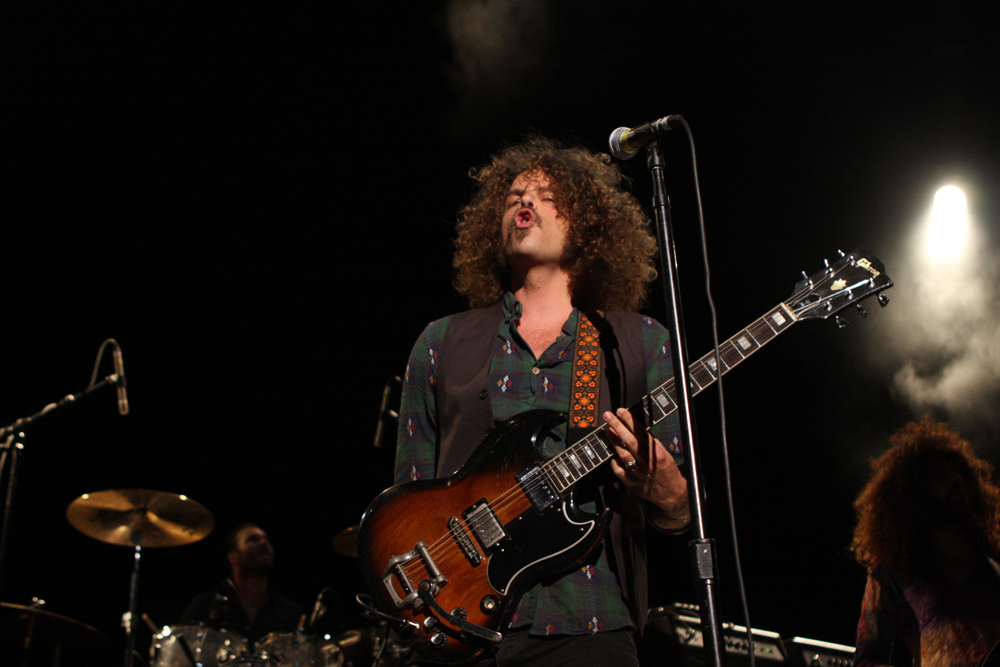
Andrew Stockdale abandonne le nom de Wolfmother en 2013, avant de le réutiliser l'année suivante, en 2014.

Approximativement deux mois après que Stockdale ait abandonné le nom de Wolfmother et adopté un nom solo, Wolfmother annonce quelques dates de concerts et un potentiel nouvel album. Cependant, deux concerts solo de Stockdale sont annulés, peu avant l'annonce de concerts américains par Wolfmother. En 2014, Stockdale révèle ne pas avoir abandonné le nom de Wolfmother d'une façon permanente, mais temporairement pour la sortie de Keep Moving. Peu après le retour du groupe, Rosser part et Hammond endosse le rôle de batteur ; cependant, Hammond quitte le groupe juste un mois plus tard à cause de problèmes d'horaires avec Delta Riggs. Hammond est remplacé brièvement par Tony McCall, quitte part quelques mois plus tard pour des « raisons personnelles ». Le batteur de session Gregg Bissonette est aussi temporairement recruté pour enregistrer avec le groupe, même si ses morceaux de batterie ne seront finalement pas utilisés.
En novembre 2013, Wolfmother revient après une courte pause en trio pour la première fois depuis 2008, avec le guitariste Vin Steele cette fois à la batterie,. La première performance de cette formation s'effectue au Northern de Byron Bay, New South Wales, et travaille en parall-le sur un nouvel album prévu en mars ou avril 2014. À leurs concerts suivants, ils jouent les nouvelles chansons Tall Ships et Heavyweight,. L'album, New Crown, est publié sans annonce le 24 mars 2014 en téléchargement payant sur Bandcamp,. Auto-produit par Stockdale, New Crown est aussi autopublié par le groupe sans label.
Le premier album de Wolfmother est réédité en septembre 2015 en parallèle au dixième anniversaire du groupe. Avec 13 chansons supplémentaires, l'album comprend cinq faces B et 15 chansons inédites, qui inclut démos et enregistrements live (11 inédites). En novembre, le quatrième album du groupe est annoncé sous le titre Victorious, et publié en février 2016,. L'album, produit par Brendan O'Brien, fait participer les batteurs Josh Freese et Joey Waronker. Le groupe joue en soutien à Victorious à la Gypsy Caravan Tour,, qui fait participer Alex Carapetis à la batterie. En juillet 2016, le groupe joue avec Guns N' Roses lors de concerts à Pittsburgh et Philadelphie, en Pennsylvanie, au Not in This Lifetime... Tour.

## Bandes originales
Wolfmother interprète le titre Pleased to Meet You présent sur la B.O. du film Spider-Man 3 et Joker and The Thief présent sur les B.O. des films Very Bad Trip et Shoot 'Em Up : Que la partie commence, sur celle des jeux vidéo Need for Speed: Carbon, NHL 14 ainsi que DiRT 4, sur celle de la série anglaise Misfits (épisode 1 saison 4) ainsi que sur celle du film Shrek 3. Le titre Woman est présent dans le jeu vidéo MotorStorm et Tony Hawk's Project 8 en 2006, dans Saints Row 2, dans Pure en 2008, ainsi que dans Guitar Hero II. Le titre Back Round est présent dans le jeu vidéo Guitar Hero 5. Le titre Apple Tree est aussi présent dans le jeu vidéo Tony Hawk's Project 8 et dans la BO du film Very Bad Trip 3. On retrouve également le titre Vagabond dans la bande originale du film (500) Jours Ensemble. Le morceau Joker and The Thief apparaît dans la bande originale du jeu de course Dirt 4. Les titres Dimension et Pyramid sont présents dans la bande originale du jeu de course FlatOut 2 en 2006.

## Membres

### Membres actuels
- Andrew Stockdale – voix, guitare (depuis 2003)
- Alexx McConnell – basse (depuis 2021)
- Hamish Rosser – batterie (2012-2013, 2017-2019, depuis 2021)

### Anciens membres
- Chris Ross – basse, claviers (2003-2008)
- Myles Heskett – batterie (2003-2008)
- Dave Atkins – batterie (2008-2010)
- Ian Peres – basse, claviers, chœurs (2009-2018)
- Aidan Nemeth – guitare (2009-2012)
- Will Rockwell-Scott – batterie (2010-2011)
- Vin Steele – guitare rythmique (2012-2013, 2015), batterie (2013-2015)

### Anciens membres de tournée
- Alex Carapetis – batterie (2015, 2016-2017)

- Jake Bennett – basse (2018)
- Katie McGurl – claviers (2018)
- Brad Heald – basse (2018-2019)
- Lachy Doley – claviers (2018-2019)
- Leo Munoz – claviers (2019)
- Julia "Juulz" Driessen – claviers (2019)
- Bobby Poulton – basse, claviers (2019-2021)
- Brett "Wolfie" Wolfenden – batterie (2019-2021)

## Discographie

### Albums studio
- 2005 : Wolfmother
- 2009 : Cosmic Egg
- 2014 : New Crown
- 2016 : Victorious
- 2019 : Rock'n'roll Baby
- 2021 : Rock Out

### EPs
- 2004 : Wolfmother
- 2006 : Dimensions
- 2007 :  Please Experience Wolfmother Live
- 2010 : iTunes Live from Sydney

### Singles
- 2005 : Mind's Eye
- 2006 : White Unicorn
- 2006 : Dimension
- 2006 : Woman
- 2006 : Love Train
- 2006 : Joker & the Thief
- 2007 : Pleased to Meet You (B.O. de Spider Man 3)
- 2009 : Back Round
- 2009 : New Moon Rising
- 2010 : Fell Down a Hole (B.O. d'Alice aux Pays des Merveilles (Almost Alice))
- 2010 : White Feather
- 2010 : Far Away
- 2011 : Cheap Sunglasses (morceau de l'album hommage ZZ Top : A Tribute from Friends)
- 2015 : Victorious
- 2017 : Freedom Is Mine
- 2018 : Happy Wolfmothers Day
- 2019 : Higher
- 2019 : Chase the Feeling (feat. Chris Cester)
- 2020 : High on My Own Supply
- 2021 : Rock Out
- 2021 : Midnight Train

## Distinctions

### Récompenses
- 2005 : J Award, meilleur album australien pour Wolfmother
- 2006 : APRA Awards, prix de la meilleure composition pour Andrew Stockdale, Chris Ross et Myles Heskett
- 2006 : ARIA Music Awards, meilleur percée d'album pour Wolfmother
- 2006 : ARIA Music Awards, meilleur album rock pour Wolfmother
- 2006 : ARIA Music Awards, meilleur groupe
- 2006 : Channel [V] Awards, Oz artiste de l'année
- 2007 : APRA Awards, compositeur de l'année pour Andrew Stockdale, Chris Ross et Myles Heskett
- 2007 : Grammy Awards, meilleure performance hard rock pour Woman
- 2007 : Jack Awards, meilleur groupe live
- 2008 : APRA Awards, chanson australienne la plus écoutée à l'étranger pour Woman

### Nominations
- 2005 : ARIA Music Awards, single de l'année pour Woman
- 2005 : ARIA Music Awards, meilleure révélation - single pour Woman
- 2006 : ARIA Music Awards, album de l'année pour Wolfmother
- 2006 : ARIA Music Awards, single de l'année pour Mind's Eye
- 2006 : MTV Australia Awards, révélation australienne
- 2006 : MTV Australia Awards, meilleur groupe
- 2006 : MTV Australia Awards, meilleur clip rock pour Mind's Eye
- 2006 : Jack Awards, meilleur groupe live
- 2007 : ARIA Music Awards, meilleur groupe
- 2007 : ARIA Music Awards, single le plus vendu pour Joker & the Thief
- 2007 : MTV Australia Awards, meilleur groupe
- 2007 : MTV Australia Awards, prix du public
- 2007 : MTV Australia Awards, meilleur clip rock pour Joker & the Thief
- 2007 : MTV Australia Awards, clip de l'année pour Joker & the Thief
- 2007 : BRIT Awards, révélation internationale
- 2007 : Canadian Indie Music Awards, artiste, groupe ou duo international préféré
- 2008 : ARIA Music Awards, meilleur DVD musical pour Please Experience Wolfmother Live
- 2010 : Classic Rock, album de l'année pour Cosmic Egg
- 2021 : APRA Awards, chanson rock la plus accomplie pour Chase the Feeling

### Top 100 Triple J
| Année | Morceau                | Position |
| ----- | ---------------------- | -------- |
| 2004  | Woman                  | 45       |
| 2005  | Mind's Eye             | 6        |
| 2005  | Joker & the Thief      | 9        |
| 2005  | Apple Tree             | 16       |
| 2005  | Dimension              | 37       |
| 2005  | Colossal               | 39       |
| 2005  | White Unicorn          | 84       |
| 2005  | Wolfmother (album)     | 1        |
| 2006  | Woman (MSTRKRFT remix) | 55       |
| 2006  | Love Train             | 80       |
| 2007  | Pleased to Meet You    | 83       |
| 2009  | New Moon Rising        | 75       |
| 2011  | Wolfmother (album)     | 8        |